# Бјелајски Ваганац
Бјелајски Ваганац је насељено мјесто у Босни и Херцеговини у Општини Босански Петровац које административно припада Федерацији Босне и Херцеговине. Према попису становништва из 1991. у насељу је живјело 141 становника.

## Становништво
| Националност       | 1991. | 1981. | 1971. | 1961. |
| Срби               | 141   |       |       |       |
| остали и непознато |       |       |       |       |
| Укупно             | 141   | '     | '     | '     |

| Демографија | Демографија | Демографија |
| Година      | Становника  | Становника  |
| ----------- | ----------- | ----------- |
| 1991.       | 141         |             |

## Знамените личности
Душан Бањац, пуковник Војске Републике Српске и универзитетски професор.